# 黃驥
黃驥，字致遠，全州人。明朝官吏。
洪武年間，洪武丙子科鄉試中舉，擔任沙縣教諭。永樂年間，升爲禮科給事中，三次出使西域，并上言應當減少入口，取其馬匹等供給邊防，而減少碙砂、梧桐、鹼之類的非必需品。后得以批准。黃驥再升任通政司右通政，與李琦、羅汝敬一同出使撫諭交阯，不辱使命。回朝不久后去世。著有《黃門奏草》。